# Spring Stampede 1999
Spring Stampede 1999 fu un pay-per-view della federazione World Championship Wrestling (WCW); si svolse l'11 aprile 1999 presso il Tacoma Dome di Tacoma, Washington, Stati Uniti.

## Descrizione
La prima edizione dell ppv WCW Spring Stampede si svolse nell'aprile 1994, e si trattò della prima volta che la World Championship Wrestling (WCW) organizzava un pay-per-view nel mese di aprile; il tutto faceva parte del progetto di ampliare la propria offerta di eventi a pagamento per alzare la competizione con la rivale World Wrestling Federation. L'evento non si svolse nel 1995 e 1996 ma ritornò nell'aprile 1997. Il nome "Spring Stampede" sarebbe stato usato per altre tre volte, nel 1998, 1999 e 2000, prima che la WCW chiudesse i battenti nel marzo 2001.
Tutte le edizioni di Spring Stampede erano a tema western, cosa che si rifletteva nel montaggio, nei poster, nelle entrate e nella decorazione e scenografia dei set.
Il main event della serata fu il Four Corners match per il titolo WCW World Heavyweight Championship, dove Ric Flair difese la cintura contro Hollywood Hogan, Sting, e Diamond Dallas Page, con Randy Savage nelle vesti di arbitro speciale ospite. Page vinse il titolo.
Altri match di rilievo dello show furono Goldberg contro Kevin Nash, Booker T contro Scott Steiner per il vacante WCW United States Heavyweight Championship, e Chris Benoit & Dean Malenko contro Raven & Perry Saturn.

## Accoglienza
Lo show ebbe ottime recensioni da parte della critica di settore e fu molto apprezzato dagli appassionati, in particolare fu molto apprezzato l'incontro Juventud Guerrera vs Blitzkrieg che aprì l'evento; inoltre è considerato da molti fan del wrestling e dai critici uno dei migliori pay-per-view prodotti dalla WCW. In aggiunta, questo fu il primo evento ppv a prevedere il nuovo logo WCW dopo che quello precedente era stato ritirato sei giorni prima.

## Risultati
| N. | Risultati                                                                       | Stipulazione                                                                                          | Durata |
| -- | ------------------------------------------------------------------------------- | --- | ------ |
| 1  | Juventud Guerrera sconfigge Blitzkrieg                                          | Single match                                                                                          | 11:11  |
| 2  | Bam Bam Bigelow sconfigge Hak (con Chastity)                                    | Hardcore match                                                                                        | 07:03  |
| 3  | Scotty Riggs sconfigge Mikey Whipwreck                                          | Single match                                                                                          | 14:11  |
| 4  | Konnan sconfigge Disco Inferno                                                  | Single match                                                                                          | 09:17  |
| 5  | Rey Misterio Jr. (c) sconfigge Billy Kidman                                     | Single match per il WCW Cruiserweight Championship                                                    | 15:32  |
| 6  | Chris Benoit & Dean Malenko (con Arn Anderson) sconfiggono Raven & Perry Saturn | Tag team match                                                                                        | 14:11  |
| 7  | Scott Steiner sconfigge Booker T (c)                                            | Single match per il WCW United States Heavyweight Championship                                        | 15:37  |
| 8  | Goldberg sconfigge Kevin Nash (con Lex Luger & Miss Elizabeth)                  | Single match                                                                                          | 07:44  |
| 9  | Diamond Dallas Page sconfigge Ric Flair (c), Hollywood Hogan e Sting            | Four Corners match per il WCW World Heavyweight Championship (con Randy Savage come arbitro speciale) | 17:27  |

Altre personalità presenti
| Ruolo          | Nome:            |
| -------------- | ---------------- |
| Commentatori   | Tony Schiavone   |
| Commentatori   | Bobby Heenan     |
| Commentatori   | Mike Tenay       |
| Arbitri        | Mickie Henson    |
| Arbitri        | Charles Robinson |
| Intervistatore | Gene Okerlund    |
| Annunciatore   | David Penzer     |